# 東島
東島（中国語名）又はリンカーン島（英語: Lincoln Island）（ベトナム語：Đảo Linh Côn / 島Linh Côn）は、西沙諸島（パラセル諸島）北東部のアンフィトリテ諸島（英語: Amphitrite Group、中国語: 宣徳環礁）の東部に位置する島。西沙諸島（パラセル諸島）で2番目に大きな島である。
かつては林肯島と呼ばれた。林肯は中国語でリンカーンを意味する。中国では1909年にこの島の名前を豊潤島に変更。1935年には中華民国によって林肯島に戻された。その後、日本の進出と敗戦を経て、1947年に中華民国が和五島に変更。これは16世紀にフィリピンでスペイン人支配に対して蜂起した中国系フィリピン人潘和五に因むものである。1980年代に入ると、中華人民共和国が東島に変更した。
島は形状が長方形。北東から南西までの距離は2.4キロメートル、幅は1キロメートル。面積は1.7平方キロメートル。
この島は中華人民共和国に実効支配されており、海南省三沙市に組み込まれている。一方、中華民国（台湾）とベトナムもこの島の主権を主張している。